# Julie Waltersová
Julie Waltersová (nepřechýleně Walters) (* 22. února 1950, Smethwick, Anglie, Spojené království) je britská herečka, nominovaná na Oscara, vítězka Zlatého glóbu.

## Životopis

### Osobní život
Narodila se nedaleko Birminghamu poštovní úřednici Mary Bridget a staviteli Thomasi Waltersovi. Vyrůstala se dvěma bratry. V 18 letech začala pracovat jako zdravotní sestra. Po roce se ale rozhodla, že se začne věnovat herectví, a přestěhovala se do Manchesteru za svým přítelem a začala studovat angličtinu a drama. Tím začala její umělecká kariéra.
V roce 2008 přiznala, že byla v mládí unesena neznámým útočníkem a spolu se třemi dalšími dívkami byla terčem sexuálního napadení. Dlouho to držela v tajnosti, až v roce 1995 to prozradila manželovi. O detailech píše ve své autobiografii That's Another Story.
Se svým manželem Grantem Roffeym má dceru Maisie Mae Roffey, která se narodila v roce 1988. Její rodiče se ale vzali až v roce 1997. Společně žijí v Západním Sussexu na organické farmě, kterou vede Roffey.

### Kariéra
Poprvé se stala populární jako příležitostná partnerka komičky Victorie Woodové, se kterou se setkala v Manchesteru. S ní nejdříve pracovala na divadelní revue, pak na televizním filmu. V roce 1982 společně začaly účinkovat v televizním seriálu Wood and Walters a i po letech pokračují ve spolupráci.
Před svým londýnským divadelním debutem v představení Educating Rita, pracovala v různých regionálních divadlech a kabaretech. Její první opravdovou televizní rolí byl seriál Boys from the Blackstuff. Do filmu prorazila snímkem Rita se vzdělává, rolí, kterou ztvárnila i v divadle, s Michaelem Cainem, za který získala nominaci na Oscara a vyhrála Zlatý glóbus a cenu BAFTA.
Za své herecké dovednosti byla oceněna v roce 1999 Řádem Britského impéria, v roce 2008 získala jeho vyšší třídu. V roce 2000 získala další oscarovou nominaci za roli učitelky baletu ve filmu Billy Elliot.
V roce 2001 ztvárnila roli Molly Weasleyové ve filmovém zpracování prvního dílu Harryho Pottera Harry Potter a Kámen mudrců. Tutéž roli si zahrála i ve všech dalších pokračováních. Se svým filmovým synem z Harryho Pottera Rupertem Grintem si později zahrála v televizním dramatu Lekce řízení. V roce 2008 hrála ve filmovém zpracování muzikálu Mamma Mia!.

## Filmografie
| Rok        | Film/seriál                              | Role                       | Poznámky |
| ---------- | ---------------------------------------- | -------------------------- | --- |
| 1975       | Second City Firsts                       |                            | 1 epizoda |
| 1977       | The Liver Birds                          | dívka na chirurgii         | 1 epizoda |
| 1978       | Me! I'm Afraid of Virginia Woolf         | žena v čekárně             | |
| 1979       | Empire Road                              | Jean Watson                | 2 epizody |
| 1979       | Talent                                   | Julie Stephens             | |
| 1980       | Nearly a Happy Ending                    | Julie Stephens             | |
| 1981       | Days at the Beach                        | Mrs. Morgan                | |
| 1981       | Happy Since I Met You                    | Frances                    | |
| 1981–1982  | Wood and Walters                         | různé postavy              | 8 epizod |
| 1982       | Boys from the Blackstuff                 | Angie Todd                 | |
| 1982       | Intensive Care                           | Valery                     | |
| 1982       | Objects of Affection                     | June Potter                | 1 epizoda |
| 1983       | Rita                                     | Rita Susan White           | Zlatý glóbus v kategorii Nejlepší herečka v komedii nebo muzikálu Cena BAFTA v kategorii Nejlepší herečka v hlavní roli nominace na Oscara v kategorii Nejlepší herečka                          |
| 1984       | Láska a manželství                       | Bonnie                     | 1 epizoda |
| 1985       | She'll Be Wearing Pink Pyjamas           | Fran                       | |
| 1985       | Dítě snů                                 | Dormouse                   | dabing |
| 1985       | Tajný deník Adriana Molea                | Pauline Mole               | 5 epizod |
| 1985–1987  | Victoria Wood: As Seen on TV             | různé postavy              | 13 epizod |
| 1985–1993  | Screen Two                               | Mavis / Monica             | 2 epizody |
| 1986       | Car Trouble                              | Jacqueline Spong           | |
| 1986–1987  | Acorn Antiques                           | Mrs. Overall / Bo          | 7 epizod |
| 1987       | Personal Services                        | Christine Painter          | |
| 1987       | Nastražte uši                            | Elsie Orton                | |
| 1987       | The Birthday Party                       | Lulu                       | |
| 1988       | Talking Heads                            | Lesley                     | 1 epizoda |
| 1988       | Buster                                   | June Edwards               | |
| 1989       | Mackie Messer                            | Mrs. Peachum               | |
| 1989       | Victoria Wood                            | různé postavy              | 3 epizody |
| 1990       | Killing Dad or How to Love Your Mother   | Judith                     | |
| 1991       | G.B.H.                                   | paní Murrayová             | 7 epizod |
| 1991       | Stepping Out                             | Vera                       | |
| 1992       | Gerald nebo Geraldina?                   | Monica                     | |
| 1992       | All Day Breakfast                        | různé postavy              | |
| 1991       | Kde chybějí slova                        | Diana Longden              | |
| 1991       | The Summer House                         | Sylova matka               | |
| 1994       | Bambino mio                              | Alice                      | |
| 1994       | Pat and Margaret                         | Pat Bedford                | |
| 1994       | Requiem Apache                           | Mrs. Capston               | |
| 1994       | Sister My Sister                         | madam Danzard              | |
| 1995       | Little Red Riding Hood                   | Červená karkulka / babička | |
| 1995       | Jake's Progress                          | Julie Diadoni              | 6 epizod |
| 1996       | Intimate Relations                       | Marjorie Beasley           | |
| 1996       | Brazen Hussies                           | Maureen Hardcastle         | |
| 1997       | Melissa                                  | Paula Hepburn              | 5 epizod |
| 1998       | Jack and the Beanstalk                   | víla kmotra                | |
| 1998       | Girls' Night                             | Jackie Simpson             | |
| 1998       | Titanic Town                             | Bernie McPhelimy           | |
| 1998       | Talking Heads 2                          | Marjory                    | |
| 1998–2000  | Dinnerladies                             | Petula                     | 9 epizod |
| 1999       | Wetty Hainthropp Investigates            | Agnes                      | |
| 1999       | Oliver Twist                             | paní Mannová               | |
| 2000       | Billy Elliot                             | paní Wilkinsonová          | Cena BAFTA v kategorii Nejlepší herečka ve vedlejší roli nominace na Oscara v kategorii Nejlepší herečka ve vedlejší roli nominace na Zlatý glóbus v kategorii Nejlepší herečka ve vedlejší roli |
| 2001       | Prokletý láskou                          | princezna Zasyekin         | |
| 2001       | Cesta domů                               | Sheila Fitzpatrick         | Televizní cena Britské akademie v kategorii Nejlepší herečka |
| 2001       | Harry Potter a Kámen mudrců              | Molly Weasleyová           | |
| 2002       | Harry Potter a Tajemná komnata           | Molly Weasleyová           | |
| 2002       | Murder                                   | Angela Maurer              | Televizní cena Britské akademie v kategorii Nejlepší herečka |
| 2002       | Tři sestry a jeden pohřeb                | Theresa                    | |
| 2003       | Holky z kalendáře                        | Annie                      | |
| 2003       | Canterburské povídky                     | Beth                       | 1 epizoda Televizní cena Britské akademie v kategorii Nejlepší herečka |
| 2003       | Návrat                                   | Lizzie Hunt                | |
| 2004       | Harry Potter a vězeň z Azkabanu          | Molly Weasleyová           | |
| 2004       | Mickybo a já                             | matka Mickyboa             | |
| 2005       | Ředitelka                                | Marie Stubbs               | |
| 2005       | Soumrak nad Jižní Afrikou                | Gwen Traherne              | |
| 2006       | Lekce řízení                             | Evie Walton                | |
| 2006       | Acorn Antiques: The Musical              | Bo Beaumont / Mrs Overall  | |
| 2006       | Záhady Sally Lockhartové – Rubín v kouři | Mrs. Holland               | |
| 2007       | Vášeň a cit                              | paní Austenová             | |
| 2007       | Harry Potter a Fénixův řád               | Molly Weasleyová           | |
| 2008       | Obscenita – Příběh Mary Whitehouseové    | Mary Whitehouse            | |
| 2008       | Mamma Mia!                               | Rosie                      | |
| 2009       | A Short Stay in Switzerland              | Dr. Anne Turner            | |
| 2009       | Harry Potter a Princ dvojí krve          | Molly Weasleyová           | |
| 2009       | Mid Life Christmas                       | Bo Beaumont / Mrs. Overall | |
| 2010       | Mo                                       | Mo Mowlam                  | Televizní cena Britské akademie v kategorii Nejlepší herečka |
| 2010       | Harry Potter a Relikvie smrti – část 1   | Molly Weasleyová           | |
| 2011       | Harry Potter a Relikvie smrti – část 2   | Molly Weasleyová           | |
| 2011       | Gnomeo & Julie                           | slečna Montagueová         | dabing |
| 2011       | The Jury II                              | Emma Watts                 | 5 epizod |
| 2012       | Rebelka                                  | čarodějnice                | dabing |
| 2012       | The Hollow Crown                         | milenka Quickly            | 3 epizody |
| 2013       | Justin: Jak se stát rytířem              | Gran                       | dabing |
| 2013       | Životní šance                            | Yvonne Potts               | |
| 2014       | Effie Gray                               | Margaret Cox Ruskin        | |
| 2014       | Paddington                               | paní Bird                  | |
| 2015       | Brooklyn                                 | paní Kehoe                 | |
| 2017       | Filmové hvězdy neumírají v Liverpoolu    | Bella Turner               | |
| 2017       | Paddington 2                             | paní Bird                  | |
| 2018       | Sherlock Koumes                          | slečna Montague (hlas)     | |
| 2018       | Mary Poppins se vrací                    | Ellen                      | |
| 2018       | Mamma Mia! Here We Go Again              | Rosie                      | |
| 2019       | Psí veličenstvo                          | Marion                     | |
| 2019–dosud | Heathrow: Britain's Busiest Airport      | Vypravěčka                 | dokumentární seriál |
| 2020       | Tajemná zahrada                          | Paní Medlocková            | |